# 2 Piscis Austrini
2 Piscis Austrini, som är stjärnans Flamsteed-beteckning, eller HR 8076, är en ensam stjärna, belägen i den norra delen av stjärnbilden Mikroskopet trots dess Flamsteedbeteckning. Den har en skenbar magnitud av ca 5,20 och är svagt synlig för blotta ögat där ljusföroreningar ej förekommer. Baserat på parallax enligt Gaia Data Release 2 på ca 9,3 mas, beräknas den befinna sig på ett avstånd på ca 351 ljusår (ca 107 parsek) från solen. Den rör sig bort från solen med en heliocentrisk radialhastighet på ca 3 km/s.

## Egenskaper
2 Piscis Austrini är en orange till gul jättestjärna i huvudserien av spektralklass K3 III, som ingår i röda klumpen, vilket betyder att den befinner sig på den horisontella jättegrenen och genererar energi genom termonukleär fusion av helium i dess kärna. Den har en massa som är ca 1,9 solmassor, en radie som är ca 13 solradier och utsänder från dess fotosfär ca 107 gånger mera energi än solen vid en effektiv temperatur av ca 4 600 K.